# منى لينش
منى بولين لينش (بالإنجليزية: Mona Pauline Lynch)‏ باحثة أمريكية في علم الإجرام وأستاذة علم الجريمة والمجتمع والقانون في جامعة كاليفورنيا، إيرفين، وتعمل أيضًا مديرة مشاركة لمركز القانون والمجتمع والثقافة.
كانت أيضًا رئيسة التحرير المشاركة لمجلة العقاب والمجتمع منذ عام 2015. كما انها خبيرة في قوانين المخدرات في الولايات المتحدة، وهي مؤلفة كتاب 2016 الصفقات الصعبة: القوة القسرية لقوانين المخدرات في المحكمة الفيدرالية، الذي يناقش استخدام قوانين المخدرات من قبل المدعين الفيدراليين لإجبار المدعى عليهم على الدخول في صفقات تسوية قضائية.